# 宋燕忻
宋 燕忻（そう えんきん、1976年4月13日 - ）は、中国北京出身の元バスケットボール選手。1992年来日。配偶者あり。
ポジションはフォワード/センター。 東芝ブレイブサンダースに所属していた。背番号33→6（07年度より）。200cm、100kg。B型。
北陸高校、大東文化大学卒。2012年引退。